# Wiley-Blackwell
Wiley-Blackwell es una empresa editorial científica, técnica, médica y académica internacional formada por la fusión de John Wiley & Sons con Blackwell Publishing en 2007.
Wiley-Blackwell es actualmente una editora dedicada a la publicación de obras en el campo académico, que incluyen biología, medicina, ciencias físicas, tecnología, ciencias sociales y humanidades.

## Blackwell Publishing
Blackwell Publishing se formó mediante la fusión en 2001 de dos editoriales académicas con sede en Oxford, Blackwell Science (fundada en 1939 como Blackwell Scientific Publishing) y Blackwell Publishers (fundada en 1922 como Basil Blackwell & Mott, Blackwell Publishers desde 1926), cuyos orígenes se remontan a librería familiar y negocio editorial de Blackwell del siglo XIX. Posteriormente, el grupo adquirió BMJ Books del BMJ Publishing Group (editor del British Medical Journal) en 2004. Blackwell publicó más de 805 revistas y 650 libros de texto y de referencia en 2006, en una amplia gama de temas académicos, médicos y profesionales.
El 17 de noviembre de 2006, John Wiley & Sons anunció que había firmado un acuerdo para adquirir Blackwell Publishing. La adquisición se completó en febrero de 2007. Blackwell Publishing se fusionó con el negocio científico, técnico y médico de Wiley para crear Wiley-Blackwell.

## Publicaciones
Véase: Revistas publicadas por Wiley-Blackwel 
- Acta Crystallographica
- Bulletin of Latin American Research
- European Journal of Political Research
- Genes, Brain and Behavior
- Revista History
- Journal of Applied Polymer Science
- Monthly Notices of the Royal Astronomical Society
- The Russian Review
- Studies in Ethnicity and Nationalism
- The Econometrics Journal
- Zoologica Scripta